# Castianeira soyauxi
Castianeira soyauxi là một loài nhện trong họ Corinnidae.
Loài này thuộc chi Castianeira. Castianeira soyauxi được Ferdinand Karsch miêu tả năm 1879.